# Engelbert Lanz
Engelbert Lanz (* 23. September 1820 in Waizenkirchen; † 12. Oktober 1904 in Linz) war ein österreichischer Komponist, Organist und Musikpädagoge.
Nach seiner schulischen Ausbildung wurde Lanz in Linz zum Pädagogen ausgebildet und war ab 1838 in Buchkirchen, dann ab 1840 am Stiftsgymnasium Kremsmünster als Lehrer und zugleich in der Stiftsverwaltung tätig; daneben spielte er als Kontrabassist in der Stiftsmusik. 1845 gründete Lanz die Liedertafel, welche bald auch mit Kompositionen von Lanz selbst bekannt wurde. 1847 wechselte er an die Hauptschule von Kremsmünster und wurde zugleich Musiklehrer am Gymnasialkonvikt.
1855 zog Lanz zurück nach Linz, wo er an der Lehrerbildungsanstalt wirkte. Daneben leitete er den Linzer Musikverein sowie die Liedertafel Frohsinn.
In Linz entstand zudem ein enger Kontakt zum Komponisten Anton Bruckner, den er noch aus der gemeinsamen Schulzeit in Linz kannte; 1859 bereitete Lanz die Uraufführung von Bruckners Messe in e-Moll vor. Zur Grundsteinlegungsfeier des Linzer Maria-Empfängnis-Doms am 1. Mai 1862 schrieb Lanz das achtstimmige Offertorium "Misit Dominus" und dirigierte außerdem die Uraufführung der zum gleichen Anlass geschriebenen Festkantate von Bruckner.
Lanz verstarb 1904 im Alter von 84 Jahren in Linz.